# جشمة دزدك العليا (تشنار)
جشمة دزدك العليا (بالفارسية: چشمه دزدک علیا) هي قرية تقع في إيران في قسم تشنار الريفي. يقدر عدد سكانها بـ 33 نسمة بحسب إحصاء 2016.